# Mandelʹshtam (cràter)

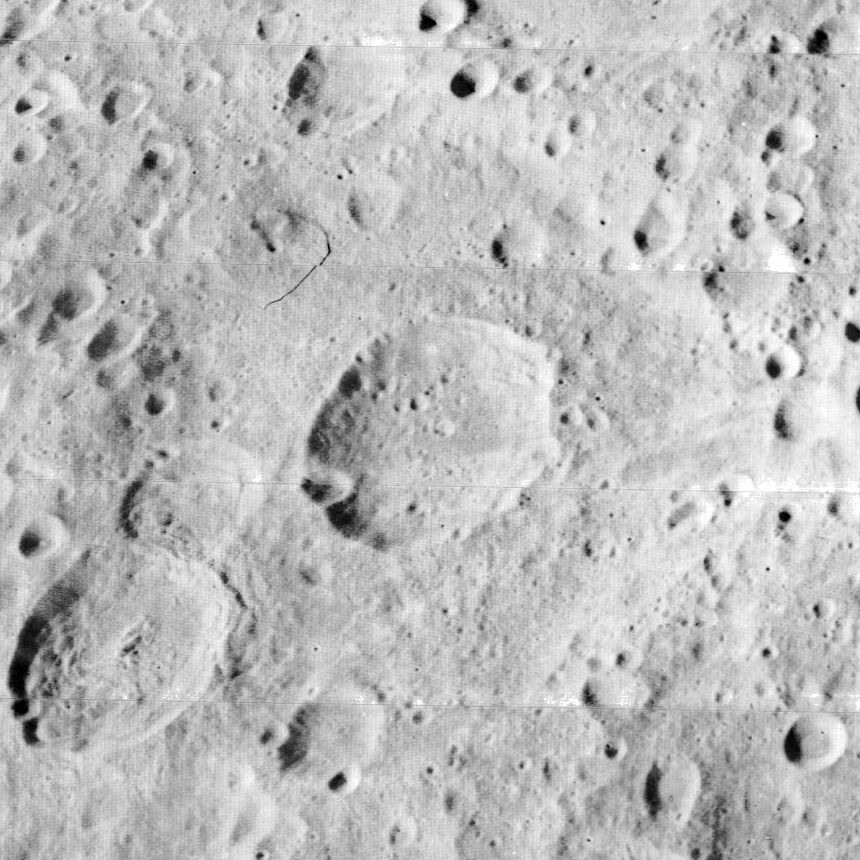
Imatge de la missió Lunar Orbiter 2. Mandelʹshtam A a el centre de Mandelʹshtam, i Mandelʹshtam R (similar en grandària a l'A) a l'esquerra, parcialment superposat al més petit Mandelʹshtam T.

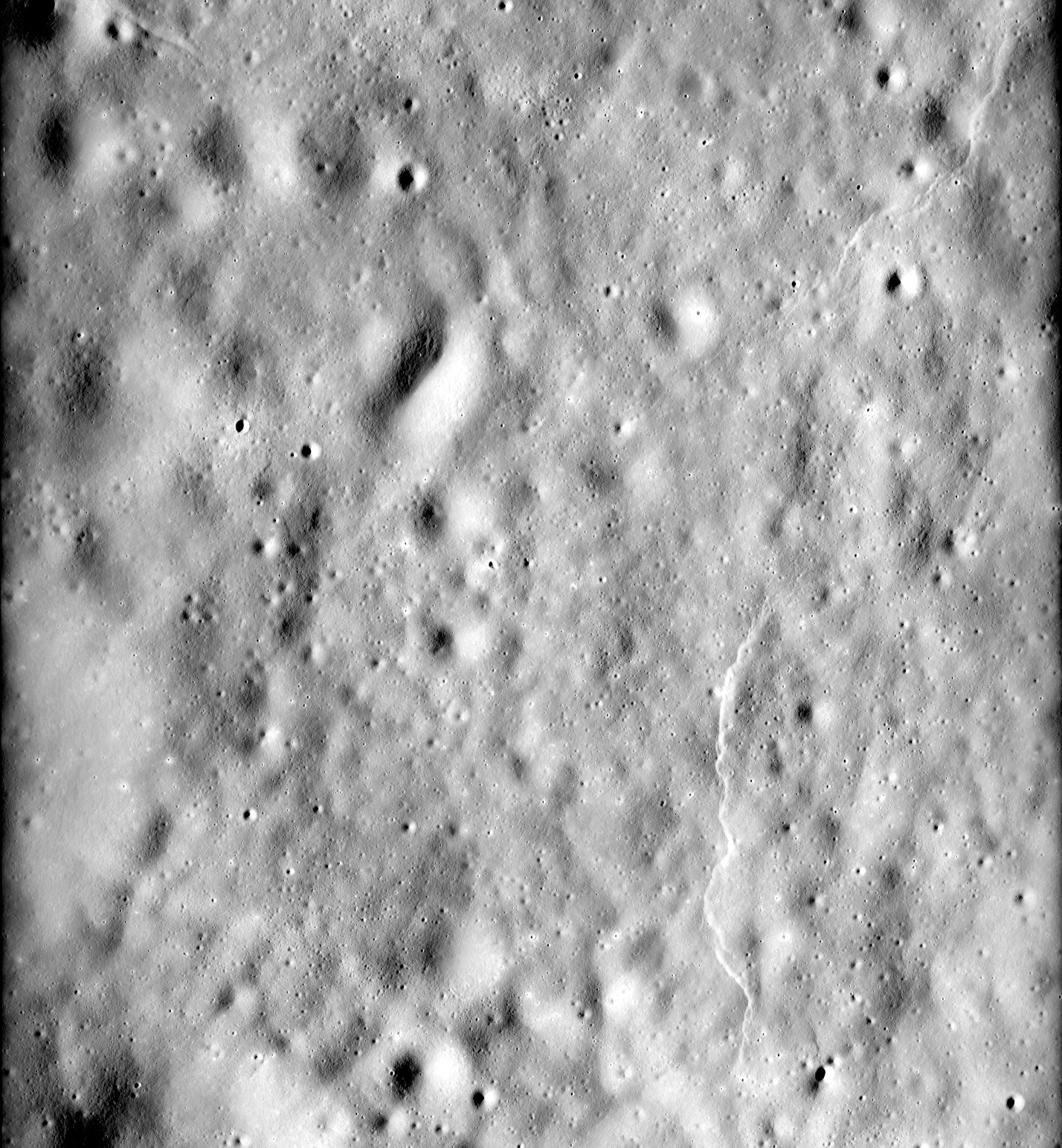
Fotografia de la missió Apol·lo 16

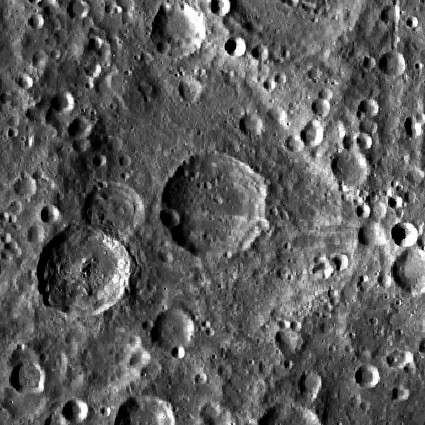
Fotografia de la missió Lunar Reconnaissance Orbiter

Mandelʹshtam és la resta d'un gran cràter d'impacte pertanyent a la cara oculta de la Lluna. Gairebé unit a la vora exterior nord-est apareix el cràter Papaleksi. Al sud es troba el cràter Vening Meinesz (cràter).

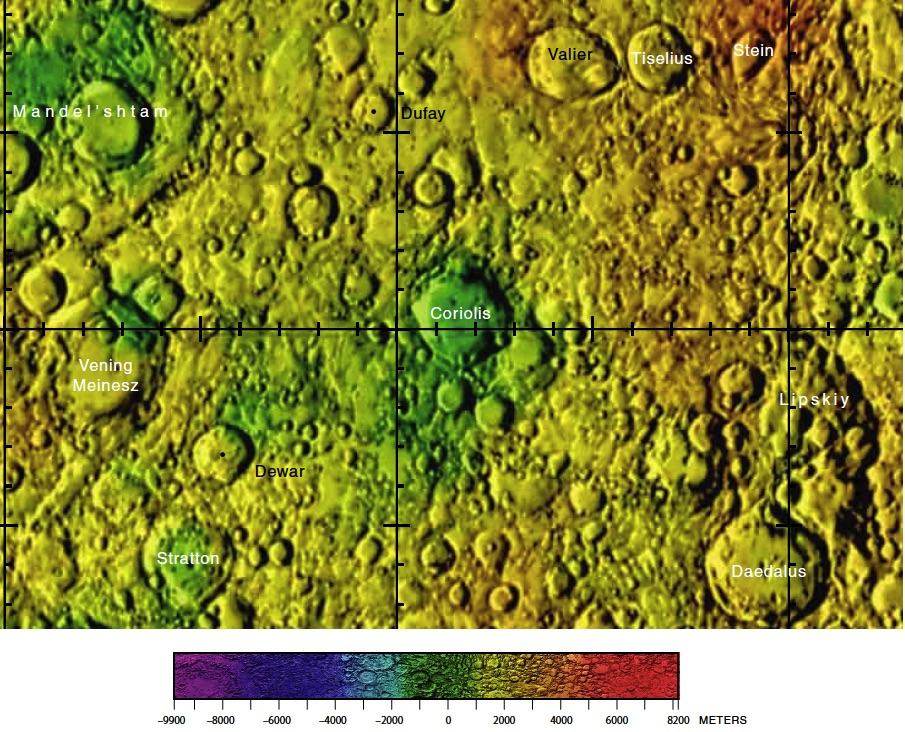
Localització de Mandelʹshtam (cantonada superior esquerra de la imatge)

La vora exterior d'aquest cràter ha estat molt castigada per successius impactes fins a gairebé desaparèixer, quedant reduït a una lleu i irregular elevació circular. Gran part de la vora està format per esquerdes, petits cràters i crestes. El cràter satèl·lit Mandelʹshtam R travessa la vora del cràter principal cap a l'oest-sud-oest, i Mandelʹshtam I està unit al sector nord del brocal.
El sòl interior del cràter no ha escapat al bombardeig, i la porció central està coberta per Mandelʹshtam A, un cràter de grandària considerable. Mandelʹshtam N es localitza a l'interior, al costat de la vora interior sud-oest. El sòl del nord-oest i en menor grau el sòl del sud-est apareixen relativament anivellats i han sofert menys danys per impacte que altres zones.
El petit cràter Mandelʹshtam F a l'est posseeix un petit sistema de marques radials amb diversos rajos febles sobre el sòl de Mandelʹshtam.

## Cràters satèl·lit
Per convenció aquests elements són identificats en els mapes lunars posant la lletra en el costat del punt central del cràter que està més proper a Mandelʹshtam.

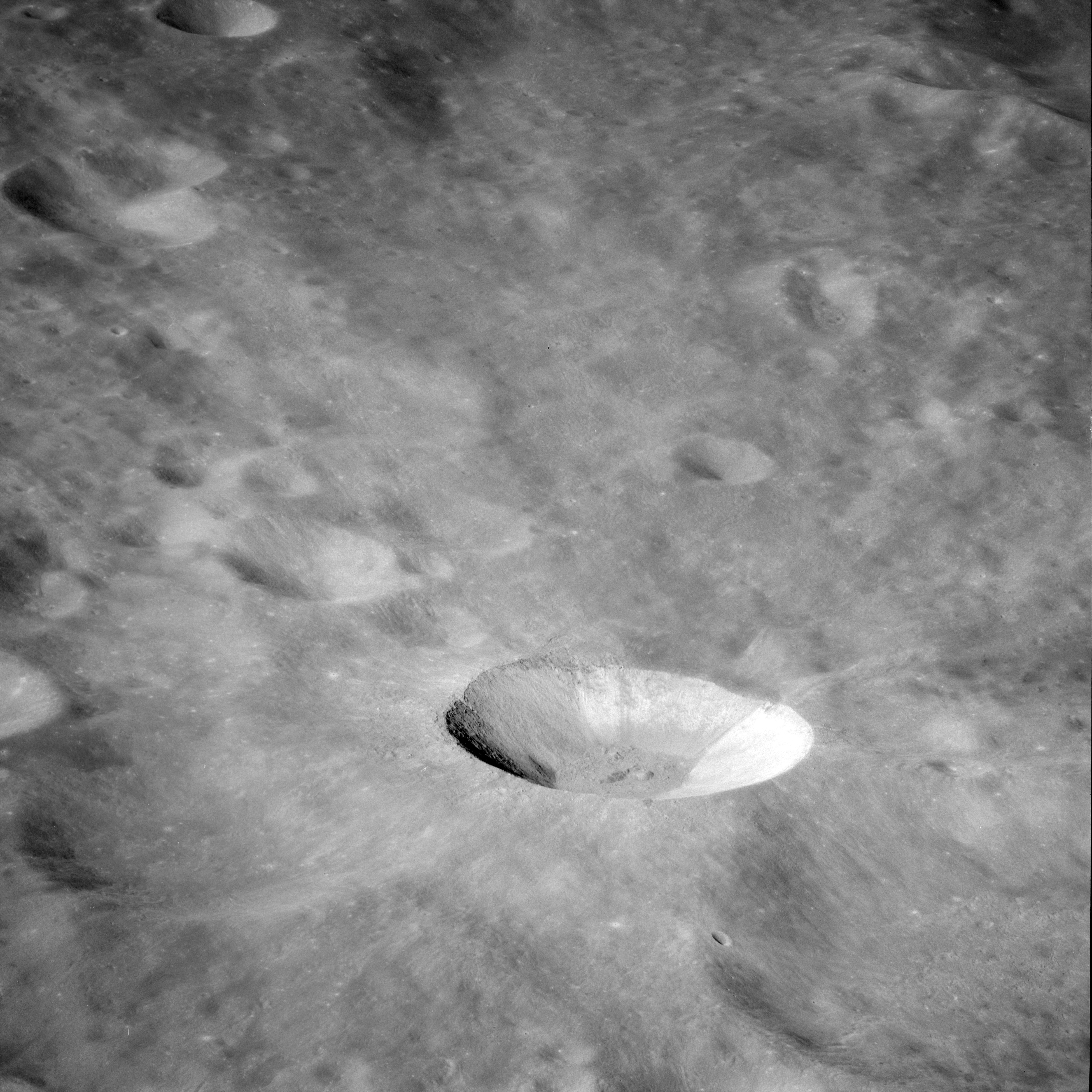
Mandelʹshtam F. Fotografia de la missió Apol·lo 11

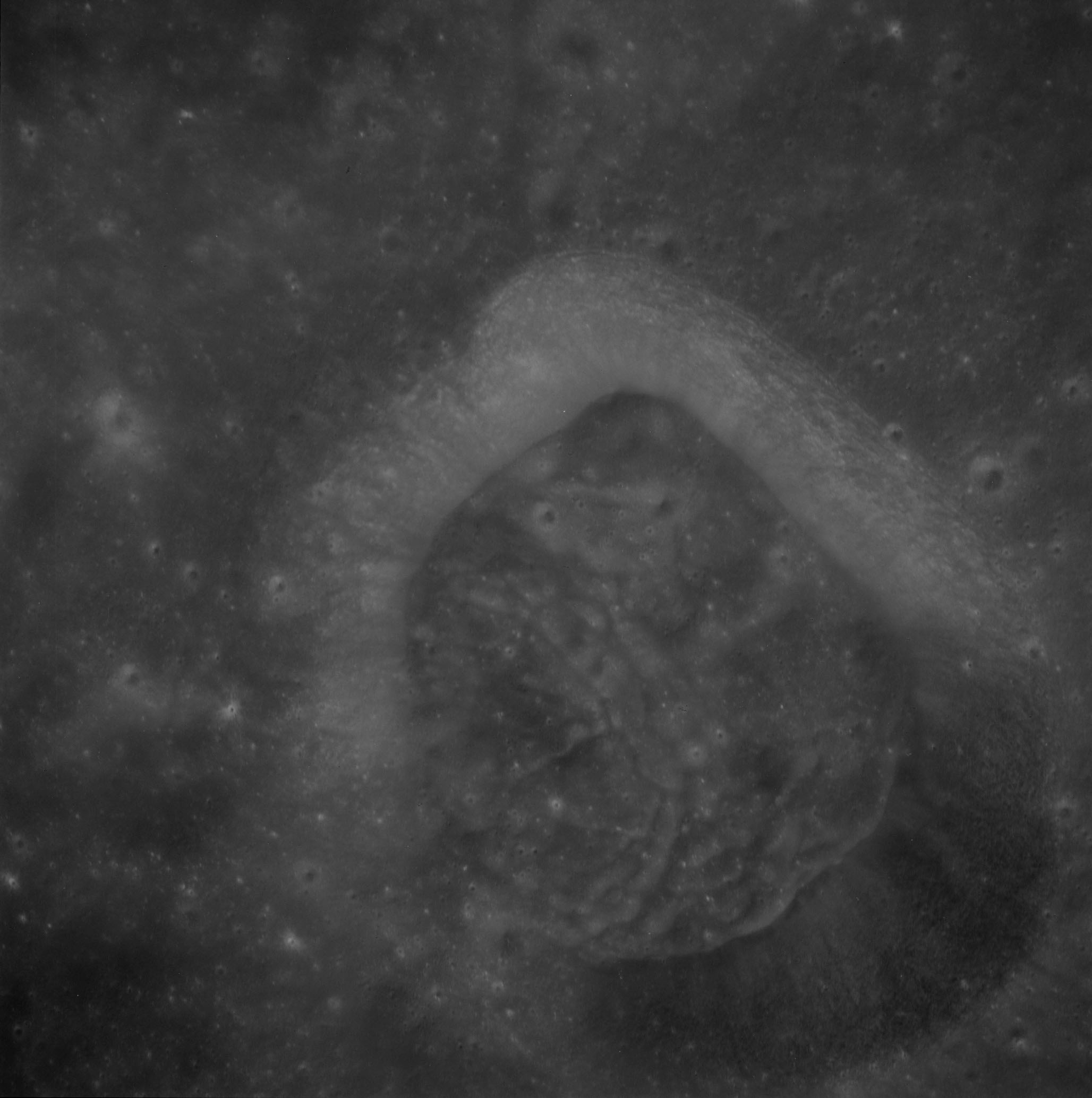
Mandelʹshtam Q. Fotografia de la missió Apol·lo 10

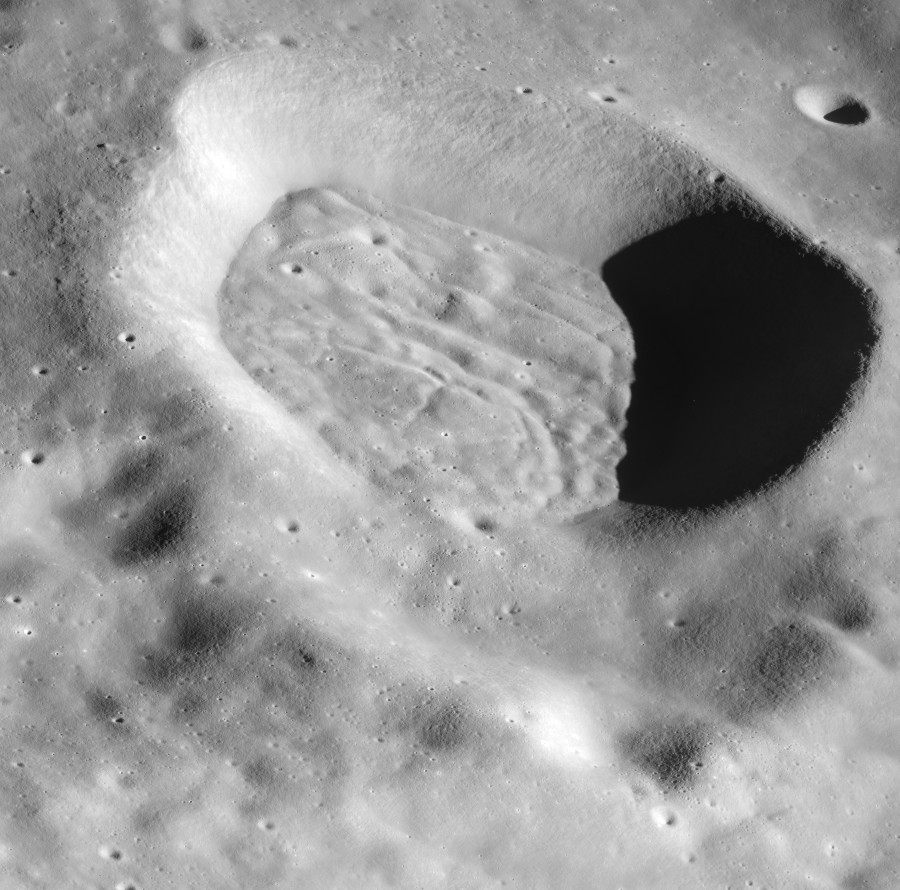
Mandelʹshtam Q. Fotografia de la missió Apol·lo 16

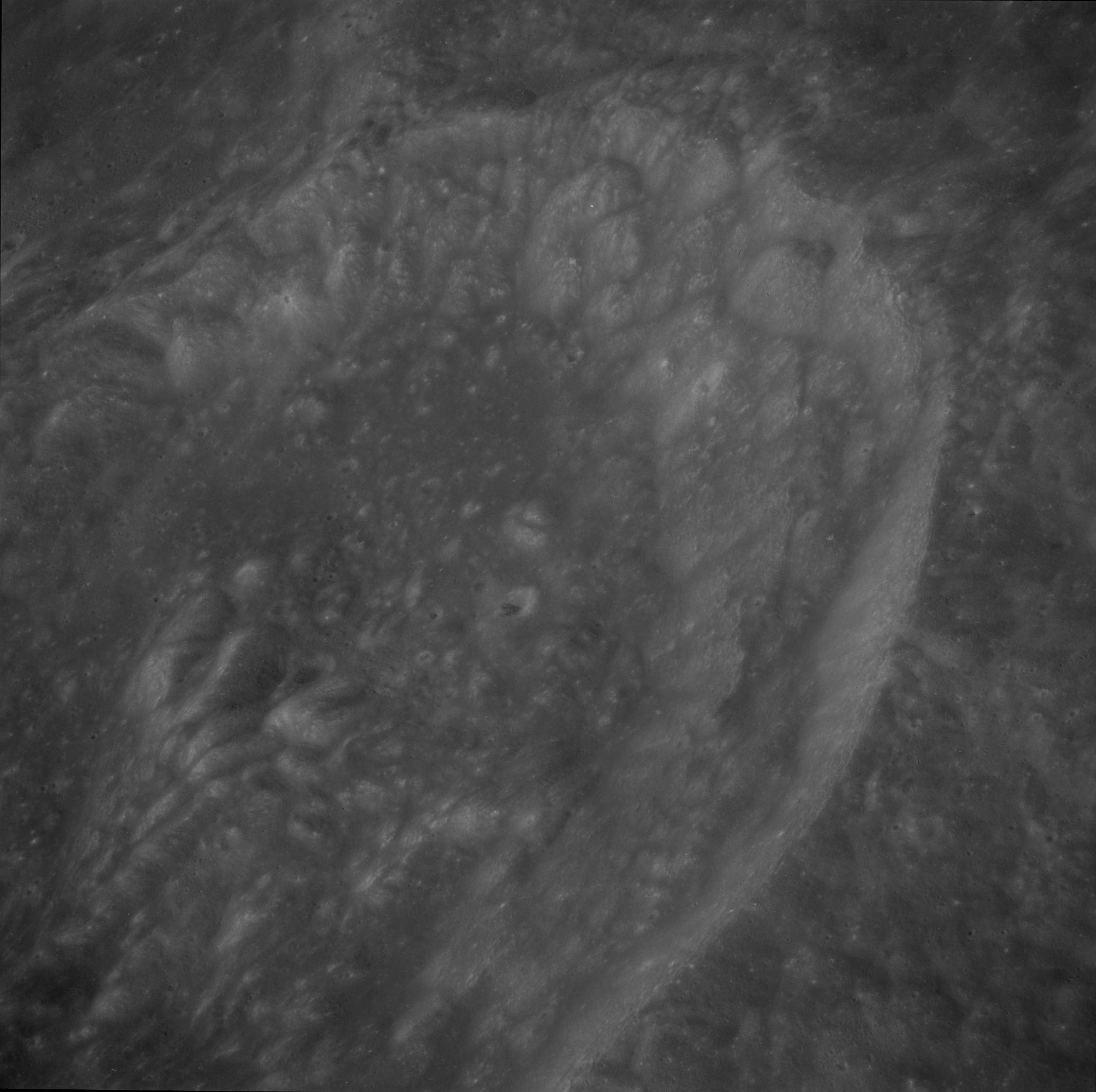
Mandelʹshtam R. Fotografia de la missió Apol·lo 10

|              | \| Mandelʹshtam \| Coordenades \| Diàmetre \| \| ------------ \| ------------------------------------ \| -------- \| \| A \| 5° 42′ N, 162° 24′ E / 5.7°N,162.4°E \| 64 km \| \| F \| 5° 12′ N, 166° 12′ E / 5.2°N,166.2°E \| 17 km \| \| G \| 4° 30′ N, 166° 24′ E / 4.5°N,166.4°E \| 29 km \| \| N \| 3° 18′ N, 161° 36′ E / 3.3°N,161.6°E \| 25 km \| \| Q \| 2° 24′ N, 158° 48′ E / 2.4°N,158.8°E \| 20 km \| \| R \| 4° 30′ N, 159° 48′ E / 4.5°N,159.8°E \| 57 km \| \| T \| 5° 42′ N, 160° 24′ E / 5.7°N,160.4°E \| 37 km \| \| Y \| 9° 06′ N, 161° 48′ E / 9.1°N,161.8°E \| 32 km \| |          |
| Mandelʹshtam | Coordenades | Diàmetre |
| A            | 5° 42′ N, 162° 24′ E / 5.7°N,162.4°E | 64 km    |
| F            | 5° 12′ N, 166° 12′ E / 5.2°N,166.2°E | 17 km    |
| G            | 4° 30′ N, 166° 24′ E / 4.5°N,166.4°E | 29 km    |
| N            | 3° 18′ N, 161° 36′ E / 3.3°N,161.6°E | 25 km    |
| Q            | 2° 24′ N, 158° 48′ E / 2.4°N,158.8°E | 20 km    |
| R            | 4° 30′ N, 159° 48′ E / 4.5°N,159.8°E | 57 km    |
| T            | 5° 42′ N, 160° 24′ E / 5.7°N,160.4°E | 37 km    |
| Y            | 9° 06′ N, 161° 48′ E / 9.1°N,161.8°E | 32 km    |